# Sveta Lucija (država)
Sveta Lucija je otočna država na granici Karipskog mora i Atlantskog oceana, sjeverno od Svetog Vincenta i Grenadina i južno od Martinika. Pripada skupini Malih Antila.

## Povijest
Otok su prvi naselili američki Indijanci plemena Arawak u 3. stoljeću. Nije sasvim jasno kada su stigli prvi Europljani, vjerojatno oko 1500. pod vodstvom španjolskog istraživača Juana de la Cose. Nakon prvih neuspješnih pokušaja naseljavanja, za otok ratuju Francuzi i Britanci. Razlog ratovanja je vrlo dobra prirodna luka u Castriesu. Tijekom 17. i 18. stoljeća otok mijenja vlasnika 14 puta, dok Britanci konačno ne ostvare potpunu kontrolu 1814. Otok je dobio samoupravu 1967. a potpunu samostalnost 1979.

## Ekonomija
Osim uzgoja banana, u novije vrijeme Sveta Lucija privlači strana ulaganja, posebno u bankarstvu i turizmu.

## Stanovništvo
Malobrojno stanovništvo Svete Lucije uglavnom je crnačkog ili miješanog podrijetla. Po vjerskom sastavu prevladavaju katolici s 90 %, dok ostatak čine anglikanci (3 %) i ostali protestanti (7 %).

## Jezici
Na otoku se govore svega dva jezika, to su službeni engleski 1600 (2004.) i svetolucijski kreolski francuski 158.000 (2001.).

## Sport
Atletičarka Julien Alfred osvojila je zlato na 60 m za Svetu Luciju na Svjetskom dvoranskom atletskom prvenstvu u Glasgowu 2024. Na Olimpijskim igrama u Parizu 2024. osvojila je zlato na 100 m te postavila novi nacionalni rekord Svete Lucije.